# Casandra Ikonen
Casandra Ikonen (Malmö, 21 de octubre de 1994) es una deportista sueca que compite en taekwondo. Ganó una medalla de bronce en el Campeonato Mundial de Taekwondo de 2013, en la categoría de –73 kg.

## Palmarés internacional
| Campeonato Mundial | Campeonato Mundial | Campeonato Mundial | Campeonato Mundial |
| Año                | Lugar              | Medalla            | Categoría          |
| ------------------ | ------------------ | ------------------ | ------------------ |
| 2013               | Puebla (México)    | Medalla de bronce  | –73 kg             |